# Guerre linguistiche
Guerre Linguistiche è un termine colloquiale che si riferisce ad una lunga polemica sorta in America nell'ambito della linguistica generativa che ebbe origine da un disaccordo emerso tra gli anni Sessanta e Settanta tra Noam Chomsky ed alcuni dei suoi studenti e colleghi. Alcuni linguisti, tra cui Paul Postal, “Haj” Ross, George Lakoff e James McCawley, a cui piacque denominarsi “i quattro cavalieri dell’apocalisse”, proposero una teoria alternativa alla semantica generativa e che in sostanza rovesciò la teoria chomskiana, in quanto poneva l'accento sulla semantica più che sulla grammatica, che era invece alla base del concetto di struttura profonda ideato da Chomsky.  Mentre Chomsky ed altri grammatici generativi ritenevano che il significato di una frase fosse determinato dall'ordine delle parole usate, i semantici generativi, al contrario, consideravano l'ordine delle parole come conseguenza del loro significato.
Le obiezioni fondamentali della corrente della semantica generativa alla teoria chomskiana erano sostanzialmente due: innanzitutto la ‘struttura profonda’ (deep structure) è vista dai semantici generativi come un concetto inutile e quindi da abbandonare. Secondo la nuova corrente, inoltre, la descrizione linguistica deve essere basata sulla semantica e non sulla grammatica, come definito nella teoria trasformazionale fondata da Chomsky. 
La scuola chomskiana rispose a tali obiezioni asserendo che un livello specifico di struttura profonda è motivato da ragioni di semplicità e generalità delle descrizioni linguistiche. Inoltre l'assunto che la descrizione linguistica deve essere basata sulla semantica sarebbe insensato perché non ha senso assumere una direzione nella generazione dei vari livelli di rappresentazione linguistica.
Questa guerra linguistica si concluse con la "vittoria" di Chomsky e dei suoi seguaci, secondo George Lakoff grazie al potere accademico detenuto da Chomsky. Le parole di Lakoff sono eloquenti al riguardo: "Quando nel 1967 Chomsky iniziò a criticarci io avevo 26 anni, Haj [Ross] e Jim [Mc Cawley] ne avevano 29 e Paul [Postal] 30. Eravamo dei ragazzini a confronto, non avevamo nessuna autorità. Ci eravamo andati a cacciare in una battaglia contro il linguista più eminente della storia, e per giunta sui suoi temi più cari." Secondo Newmeyer, invece, la grammatica generativa fu abbandonata perché dimostrata empiricamente falsa.
La semantica generativa diede infine origine ad un paradigma linguistico alternativo, conosciuto con il nome di linguistica cognitiva, che tenta di mettere in correlazione il linguaggio con la funzione biologica di particolari strutture neurali.  Mentre i semantici generativi partono dal presupposto che la mente umana disponga di un'unica componente finalizzata all'acquisizione del linguaggio, i linguisti cognitivi rifiutano questa tesi. Al contrario, essi ritengono che il processo alla base dei fenomeni linguistici sia caratterizzato da strutture concettuali profonde e, soprattutto, che la facoltà cognitiva utilizzata per elaborare tali dati linguistici sia simile a quelle usate per altre attività non linguistiche. La gran parte degli studi che trattano questo tema è pubblicata nell'ambito della neurolinguistica.

## Libro
The Linguistics Wars (Le guerre linguistiche) è anche il titolo di un'opera di Randy Allen Arris del 1993 sull'argomento (ISBN 9780195098341). 
Il libro tratta delle cause della disputa tra Chomsky ed altre personalità di rilievo (tra cui Lakoff e Pinker) e sottolinea quanto alcune teorie siano state in grado di introdurre concetti fondamentali, capaci di influenzare le teorie linguistiche moderne.